# 巴德公司
巴德公司（英語：Budd Company，現稱為ThyssenKrupp Budd）是車輛工業界的主要金屬製造業者與供應業者之一，總部位在美國密西根州的特洛伊。

## 历史
本公司於1912年由 Edward G. Budd創立，因為發明了脈衝焊接（shotwelding，一種特殊的點焊技術） 焊接不銹鋼而無損不鏽鋼的抗鏽能力而著稱。
巴德公司是機動車輛界的先驅之一，於1916年開始製造車體。1930年代該公司開始製造鐵路車輛，其中以傳奇性的微風號客車最為著名。
在1949年，巴德公司推出了柴油客車（Rail Diesel Car，RDC）；這是一種自有動力的不鏽鋼車體火車，適用於運量不大的鐵路線，以及郊區通勤路線。共製造超過300輛，其中有些至今仍運行於加拿大、美國、澳洲，以及沙烏地阿拉伯。日本東急車輛則由巴德公司得到授權，生產不鏽鋼車體客車。另外巴德公司亦授權澳洲Comeng製造不鏽鋼車體客車。1999年併入德國蒂森克虏伯集團。

## 運輸方面的革新

### 飛行

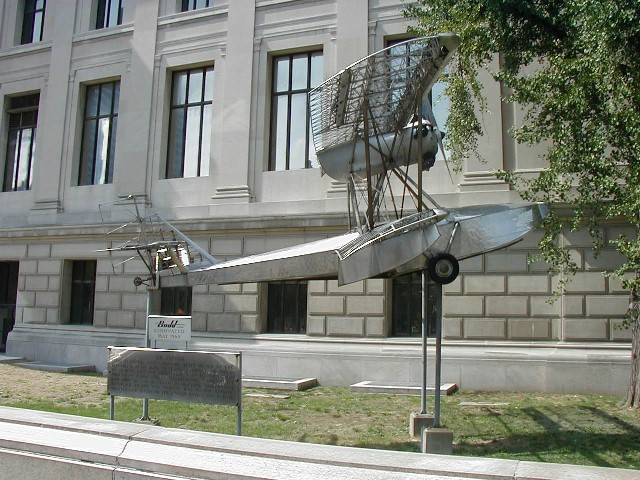
位於富蘭克林研究院前的巴德BB-1先鋒者機

1930年，巴德公司首次涉足航空業，簽下製造機輪和不鏽鋼翼肋的合約。由Enea Bossi 擔任不銹鋼研究主管，負責設計與製造巴德公司的第一架飛機－－Budd BB-1 Pioneer，一種四座雙翼兩棲飛機，也是第一種使用不鏽鋼製造的飛機，於 1931 年首飛。其設計採用了 Savoia-Marchetti S-56 的概念，動力為一台 210 馬力的 Kinner C-5 五缸星形發動機
BB-1 所使用的不銹鋼製造技術於 1942 年獲得專利。但當時認為不鏽鋼並不適用，因此只製造了一架原型機，它在美國和歐洲巡迴飛行了約 1,000 小時。 1934 年，這架飛機的織物覆蓋層和下翼被拆除，放置於費城富蘭克林研究所外。迪爾德麗·西米諾 (Deirdre Cimino) 的兒童讀物《費城精神歷險記》(Spirited Philadelphia Adventure) 提到了這架飛機。
第二次世界大戰期間，巴德公司為美國海軍設計和製造了 RB-1 康斯托加運輸機（RB-1 Conestoga），該機多處使用不銹鋼代替鋁，但僅生產了 25 架。戰後有 14 架由飛虎航空使用。

### 公路汽車

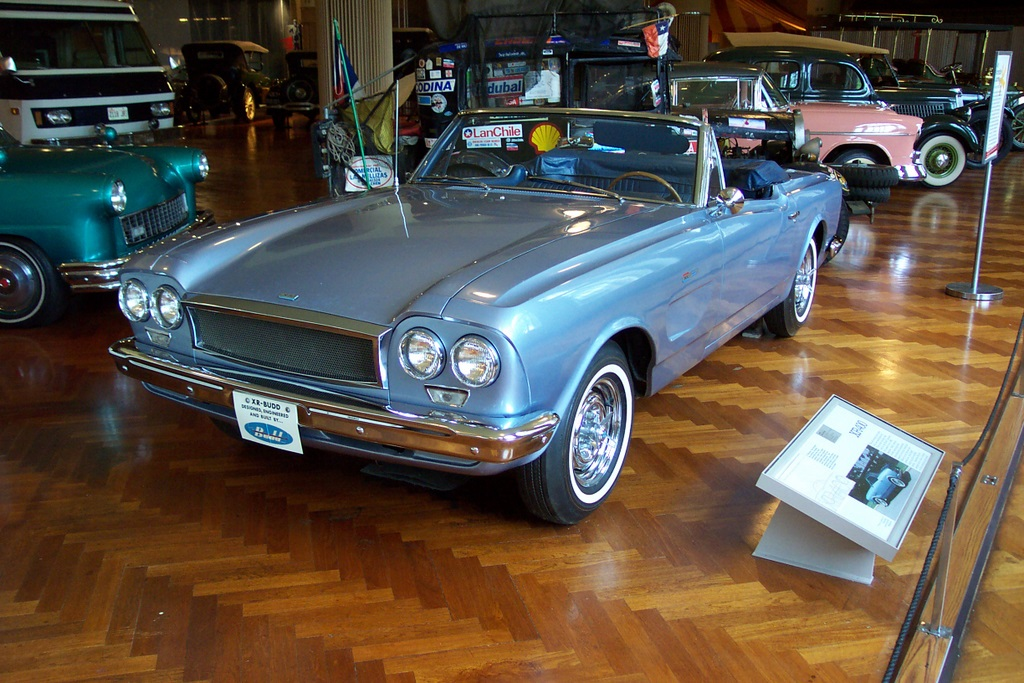
亨利福特博物館中展出的巴德XR-400。

1962 年，巴德為美國汽車公司 (AMC) 生產了一款可操作的概念車 XR-400，該車使用 AMC 現有的底盤，但最終沒有投入生產。
1961 年，巴德將 1957 年份福特雷鳥型車身與 1961年份福特獵鷹型車底盤結合成運動型敞篷車。但福特選擇在自己的獵鷹底盤上開發進軍這一領域的野馬車型。
1965 年，巴德為 1966 年至 1968 年間的部分克萊斯勒、帝國汽車以及所有的普利茅斯和道奇汽車設計並製造了前輪碟式煞車系統。

## 鐵道車輛製造末期

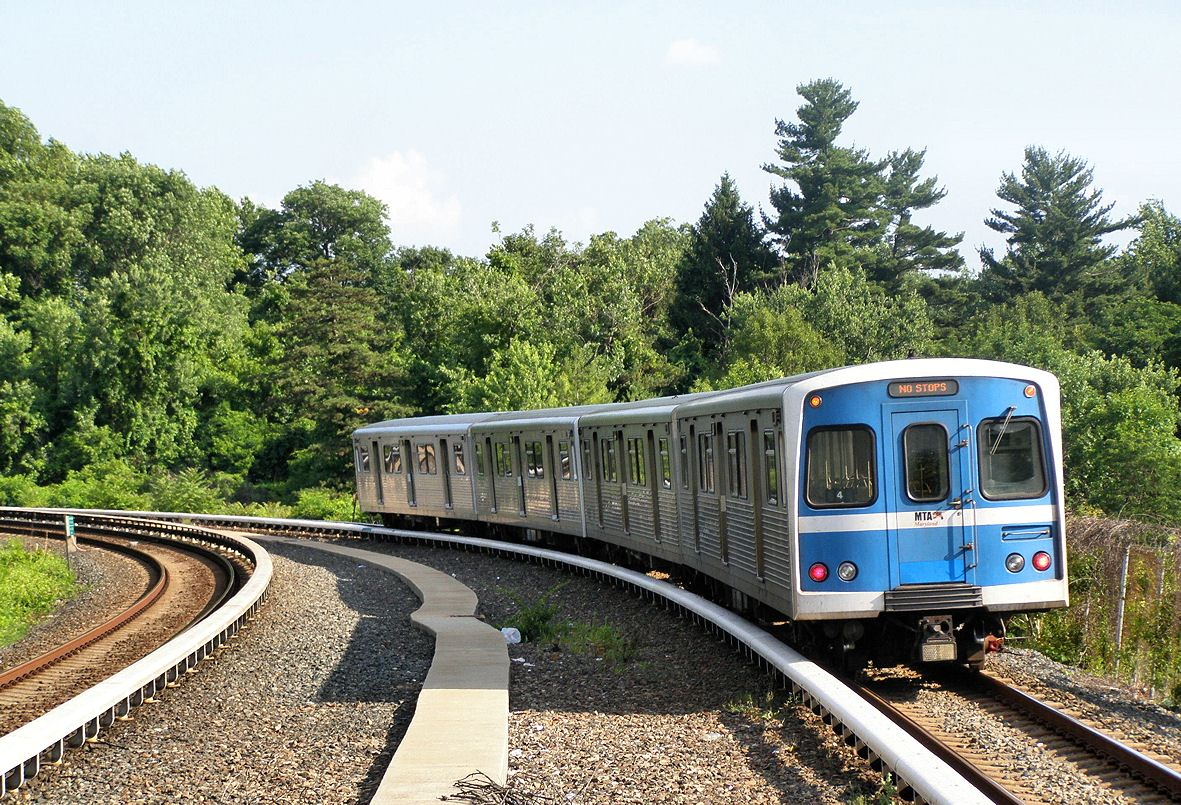
A Budd-built Baltimore Metro Subway train

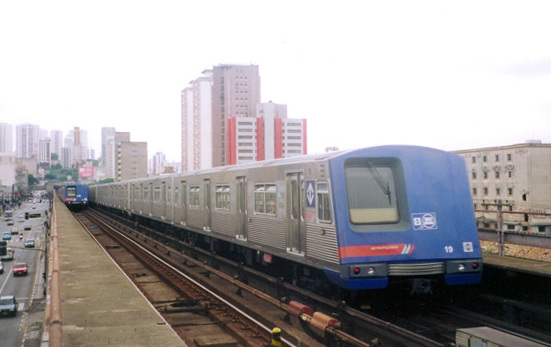
A Budd train built by Mafersa in São Paulo Metro

巴德為芝加哥交通管理局製造了兩個系列的「L」型車，即 2200 系（1969 年至 1970 年）、 2600 系（1981-1987）。巴德還製造了紐約市地鐵 R32（1964年至1965年）、第一批 PATCO Speedline 車（1968年至1969年）和長島鐵路/大都會北方鐵路 M-1/M-3型車（1968至1973年、1984至1986年）。巴爾的摩地鐵和邁阿密地鐵的列車（1983 年）也是由巴德製造，但以通用運輸車輛（Universal Transit Vehicle）名義銷售。1988 年至 1997 年間，由 Breda 為洛杉磯地鐵的紅線和紫線製造了相似的車輛，稱為 Breda A650；另有Sorefame 依據許可證在葡萄牙製造了不銹鋼鐵道車輛。
巴德在1975-77 年和 1981-83 年製造了492 輛美鐵普運1型客車和150 輛美鐵普運2型客車。另外還推出了基於美鐵普運型鐵路客車車身的SPV-2000，一種現代化的柴油客車但卻問題叢生。SPV-2000只有四個買家（Amtrak、ONCF、Metro-North 和康涅狄格交通部），後來在15 年內就退役了。 SPV-2000 的影響進一步加劇了巴德公司的頹勢。
1978 年，巴德逐步退出鐵道車輛業務而專注於汽車行業，並被蒂森股份公司收購，成為其在歐洲（蒂森汽車）和北美（巴德·蒂森）的汽車部門。 於 1987 年完成的 CTA 2600 系車輛是巴德/美利堅運輸所製造的最後一批鐵道車輛。
1980年代中期，巴德將鐵道事業重組改名為美利堅運輸（Transit America），不過最終仍在1987年4月3日終止了在費城的紅獅大樓（Red Lion building）的鐵道車輛製造業務，並將其鐵道車輛設計賣給了龐巴迪運輸。許多員工加入了 Louis T. Klauder and Associates；這是當地一家鐵道車輛與工程諮詢公司。

## 部份傑出產品
- 巴德柴油鐵路客車（Budd Rail Diesel Car）
- 巴德通用捷運列車（Budd Universal Rapid Transit Car）
- 先鋒者微風號列車（Pioneer Zephyr）
- 丹佛微風號列車（Denver Zephyr）
- 潘兴将军微风号列车（General Pershing Zephyr）
- 雙子城微風號列車（Twin Cities Zephyr）
- 山姆·休斯敦微風號列車（Sam Houston Zephyr）
- 奥札克之州微风号列车（Ozark State Zephyr）
- 飛行的揚基人號列車（Flying Yankee）
- M-497黑甲蟲（M-497 Black Beetle）－噴射引擎實驗車輛